# Burning Bridges (album de Bon Jovi)
Pour les articles homonymes, voir Burning Bridges.
Albums de Bon Jovi
What About Now
(2013) This House Is Not For Sale
(2016)
Singles
1. We Don't Run
Sortie : 31 juillet 2015
2. Saturday Night Gave Me Sunday
Sortie : 31 juillet 2015

Burning Bridges est un album de compilation du groupe de rock américain Bon Jovi composé de chansons inédites et inachevées. Il devait s'agir du treizième album du groupe. Le disque est publié dans le monde entier le 21 août 2015 par Mercury Records,. Il est produit par John Shanks, et c'est la première sortie musicale du groupe depuis le départ de l'ancien guitariste Richie Sambora en 2013(bien qu'il reçoive un crédit de co-écriture sur le single Saturday Night Gave Me Sunday Morning.
Burning Bridges est le dernier album publié par Mercury, marquant la fin d'une relation de 32 ans avec le groupe. Selon Jon Bon Jovi, l'album sert de « disque de fan » pour accompagner une tournée internationale : "Ce sont des chansons qui n'étaient pas vraiment finies, quelques-unes étaient finies comme celle que nous avons sorti en single We Don't Run. ".
Burning Bridges est suivi par This House Is Not For Sale, le treizième album studio du groupe sorti le 4 novembre 2016.

## Liste des titres
| 1.    | A Teardrop to the Sea                 | Jon Bon Jovi, Billy Falcon        | 5:17 |
| 2.    | We Don't Run                          | Bon Jovi, John Shanks             | 3:18 |
| 3.    | Saturday Night Gave Me Sunday Morning | Bon Jovi, Richie Sambora, Shanks  | 3:23 |
| 4.    | We All Fall Down                      | Bon Jovi, Shanks                  | 4:04 |
| 5.    | Blind Love                            | Bon Jovi                          | 4:48 |
| 6.    | Who Would You Die For                 | Bon Jovi, Falcon                  | 3:54 |
| 7.    | Fingerprints                          | Bon Jovi, Falcon                  | 5:59 |
| 8.    | Life Is Beautiful                     | Bon Jovi, Falcon, Chris DeStefano | 3:22 |
| 9.    | I'm Your Man                          | Bon Jovi, Shanks                  | 3:44 |
| 10.   | Burning Bridges                       | Bon Jovi                          | 2:44 |
| 40:22 |                                       |                                   |      |

| Japon/Walmart deluxe edition, | Japon/Walmart deluxe edition, | Japon/Walmart deluxe edition, | Japon/Walmart deluxe edition, | Japon/Walmart deluxe edition, | Japon/Walmart deluxe edition, | Japon/Walmart deluxe edition, | Japon/Walmart deluxe edition, | Japon/Walmart deluxe edition, | Japon/Walmart deluxe edition, |
| No                            | Titre                         | Auteur                        | Durée                         |                               |                               |                               |                               |                               |                               |
| ----------------------------- | ----------------------------- | ----------------------------- | ----------------------------- | ----------------------------- | ----------------------------- | ----------------------------- | ----------------------------- | ----------------------------- | ----------------------------- |
| 11.                           | Take Back the Night           | Bon Jovi, Shanks              | 3:42                          |                               |                               |                               |                               |                               |                               |
| 44:04                         |                               |                               |                               |                               |                               |                               |                               |                               |                               |

## Personnel
D'après les notes du site Bonjovi.com.
Bon Jovi
- Jon Bon Jovi – chant, guitare acoustique
- Phil X – guitare solo, chœurs
- Hugh McDonald – basse, chœurs
- Tico Torres – batterie, percussions
- David Bryan – claviers, piano, chœurs

Personnel additionnel
- John Shanks – guitare rythmique, chœurs
- Lorenza Ponce – arrangements de cordes et violon, violoncelle, contrebasse (piste 5)
- Mike Rew – chœurs (piste 10)